# Ferdinand Julius Voelcker
Ferdinand Julius Voelcker (* 28. Januar 1796 in Biere; † 4. Januar 1890 in Berlin) war ein preußischer Generalmajor und Inspekteur der 7. Festungs-Inspektion.

## Leben
Seine Eltern waren der Prediger von Biere und dessen Ehefrau, eine geborene Stohn.
Zunächst besuchte Voelcker die Dom- und Kunstschule in Magdeburg. Am 30. Januar 1813 trat er als Freiwilliger Jäger in das Elb-National-Husaren-Regiment der Preußischen Armee ein und nahm während der Befreiungskriege an der Belagerung von Magdeburg teil. Am 10. Juni 1814 ging er nach Berlin auf die Bauakademie. Anschließend war Voelcker ab dem 18. April 1815 als Pionier bei der Brandenburgischen Pionierkompanie tätig, kam Anfang Mai 1816 als Unteroffizier zur 8. Pionierabteilung und dann als Portepeefähnrich zur 2. Garde-Pionier-Kompanie. Er avancierte Mitte November 1816 zum Sekondeleutnant, bevor er am 5. Oktober 1817 zum Fortifikationsdienst nach Kolberg kam. Dort wurde er am 21. Dezember 1827 Premierleutnant und am 1. April 1828 zum Fortifikationsdienst in die Festung Posen versetzt. Voelcker blieb dort bis zum 30. Oktober 1834, als er zur Dienstleistung im Allgemeinen Kriegsdepartement abkommandiert wurde. Mit der Ernennung zum ersten Assistenten der Ingenieurakademie des Kriegsministeriums stieg er Anfang Mai 1836 zum Kapitän II. Klasse auf. Vom 14. Oktober 1841 bis zum 27. März 1847 war Voelcker dem Festungsbaudirektor von Ulm, Major von Prittwitz zugeteilt.
Am 27. März 1847 erhielt er den Charakter als Major, wurde mit der Uniform des Ingenieurkorps zu den Offizieren von der Armee versetzt und bis auf weiteres zum Bau der Bundesfestung Ulm nach Württemberg kommandiert. Voelcker wurde mit dem Ritterkreuz des Ordens der Württembergischen Krone ausgezeichnet und am 20. Dezember 1851 mit einem Patent zu seinem Dienstgrad vom 31. März 1847 als Ingenieuroffizier vom Platz in die Festung Luxemburg versetzt. In dieser Stellung avancierte er am 22. März 1854 zum Oberstleutnant und wurde am 2. August 1854 zum Inspekteur der 3. Festungs-Inspektion ernannt. Nach seiner Beförderung zum Oberst folgte am 27. Mai 1856 seine Ernennung zum Inspekteur der 7. Festungs-Inspektion. Zugleich war Voelcker auch als Mitglied der Prüfungskommission für Hauptleute und Premierleutnants des Ingenieurkorps tätig. Er stieg am 22. November 1858 zum Generalmajor auf und erhielt Anfang Oktober 1859 den Roten Adlerorden II. Klasse mit Eichenlaub. Ab dem 6. Juni 1861 bekam er ein Gehalt von 3000 Talern. Voelcker wurde am 3. September 1861 mit der Pension eines Brigadekommandeurs Disposition gestellt. Er starb am 4. Januar 1890 in Berlin.